# Бриенн, Луи-Мари-Атаназ де Ломени
Луи-Мари-Атаназ де Ломени (фр. Louis-Marie-Athanase de Loménie; 20 апреля 1730, Париж — 21 флореаля II года Республики / 10 мая 1794, там же), граф де Бриенн — французский генерал, государственный секретарь по военным делам.

## Биография
Младший сын Никола-Луи де Ломени, графа де Бриенна, и Анн-Габриели де Шамийяр, брат кардинала Бриенна.
Шевалье, затем граф де Бриенн. Корнет роты своего старшего брата Франсуа в Кирасирском полку (8.01.1743). Получил роту в драгунском полку Лопиталя (12.03.1744), командовал ею при отвоевании Висамбура и Лаутерских линий, в деле под Аугенумом, затем в том же году в Бретани, где оставался следующие два года и в 1746 году участвовал в обороне Лорьяна.
В 1747 году был со своим полком в Италии, 9 августа получил командование пехотным полком Артуа, ставшее вакантным после смерти его старшего брата, убитого при Экзиле. Командовал полком при оказании помощи Вентимилье, двух боях, произошедших под стенами этого города в октябре, а затем в составе Итальянской армии до заключения мира.
Второй батальон полка Артуа был в 1755 году отправлен в Новую Францию, а Бриенн остался командовать первым батальоном, с 1757 года участвовавшим в обороне побережья. Бригадир (10.02.1759), в 1759—1762 годах служил в Пикардии, Фландрии и Булонне. В марте 1762 направлен в Испанскую армию, был при осаде Алмейды. В декабре был произведен в кампмаршалы (патент от 25.07.1762), после чего отказался от командования полком.
Генерал-лейтенант (1780). В сентябре 1787, благодаря своему брату-архиепископу был назначен государственным секретарем по военным делам, но 30 ноября следующего года был отправлен в отставку после падения Этьена-Шарля де Ломени.
1 января 1789 был пожалован в рыцари орденов короля.
Был мэром Бриена. Перестроил Бриенский замок и купил в Париже роскошный особняк на улице Сен-Доминик, получивший название Бриенского отеля, и в котором в настоящее время находится резиденция министра обороны Франции.
Гильотинирован террористами вместе с принцессой Элизабет. Согласно постановлению: «Ломени, Луи Мари Атаназ, бывший нобиль, бывший военный министр и мэр Бриенна, 64 лет, родившийся в Париже, проживающий в Бриенне, в департаменте Об, приговорен к смерти как заговорщик 21 флореаля II года Парижским революционным трибуналом».

## Семья

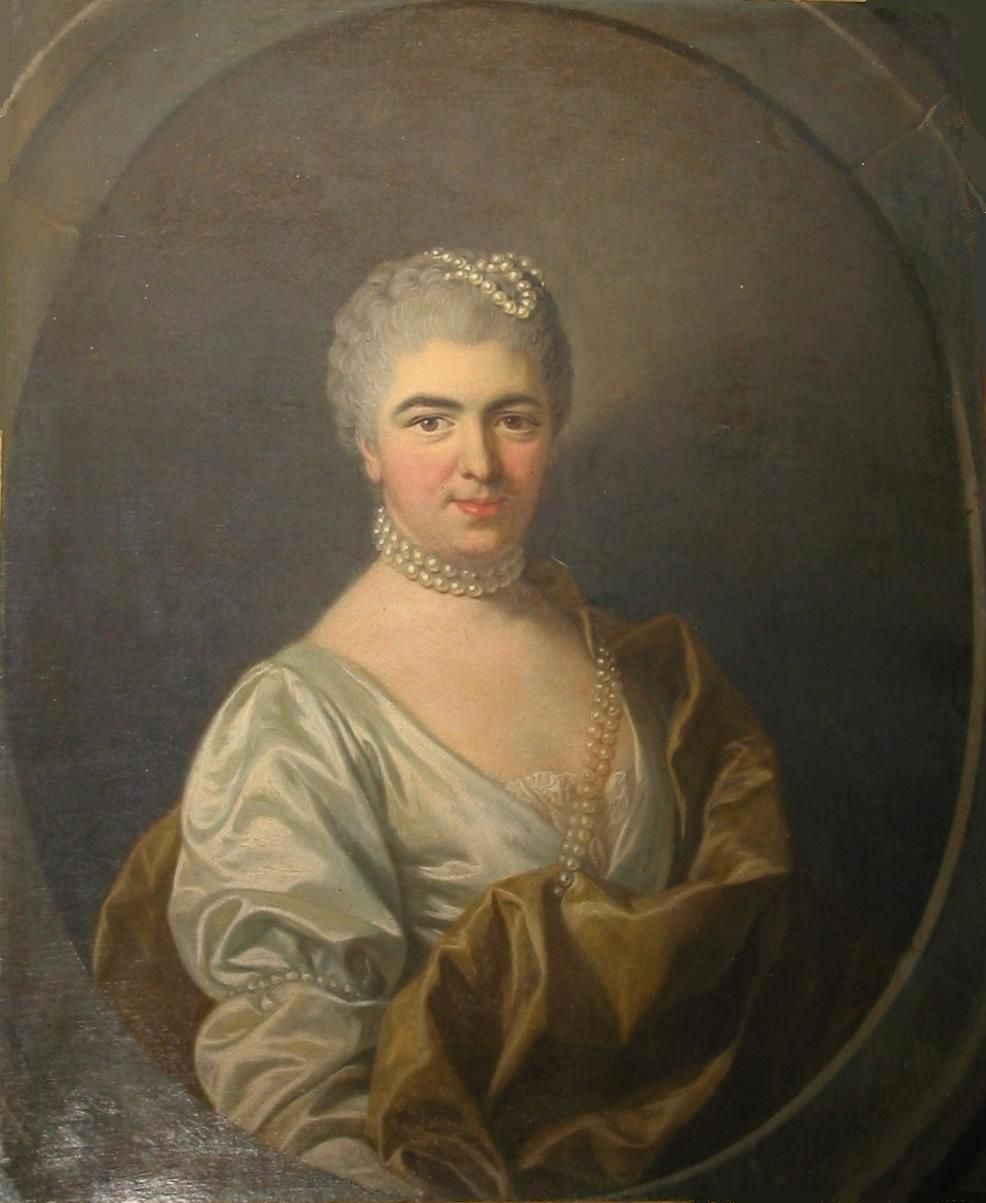
Мари-Анн-Этьенетта Физо де Клермон

Жена (4.10.1757): Мари-Анн-Этьенетта Физо де Клермон (6.03.1741—16.04.1812), дочь Этьена-Клода Физо, сеньора д'Аржана, и Мари-Анн Перрине де Жар
Благодаря браку стал маркизом де Мои и сеньором де Вандёй. Не имея собственных детей, усыновил четверых детей своих родственников и все они были казнены в один день с ним.